# سیلوان گروو (آلاباما)
سیلوان گروو (به انگلیسی: Sylvan Grove) یک منطقهٔ مسکونی در ایالات متحده آمریکا است که در شهرستان داله، آلاباما واقع شده‌است. سیلوان گروو ۱۰۶٫۹۹ متر بالاتر از سطح دریا واقع شده‌است.